# 울진비행훈련원
울진비행훈련원(蔚珍飛行訓練院, 영어: Uljin Flight Training Center, IATA: UJN, ICAO: RKTL)은 대한민국 경상북도 울진군 기성면 봉산리에 위치한 비행장이다. "울진공항"(蔚珍空港, 영어: Uljin Airport이라고 부르는 경우도 있으나, 울진공항은 영어로 "Uljin Airport"라고 부르는 것을 한국어로 역으로 번역한 말로서, 정확한 명칭은 아니다.
원래 이곳은 2003년에 개항할 것을 목표로 일반 공항으로 건설되었다. 그러나 항공 수요가 없어 공항 개항을 포기하고, 2010년에 비행교육 훈련 시설로 개장하였다.